# Sticks + Stones (dal)
A Sticks + Stones Nicola Roberts brit énekesnő dala. 2011. szeptember 23-án jelent meg Cinderella’s Eyes című albumának egyik dalaként. Roberts, Dimitri Tikovoi és Maya von Doll volt a szám szerzője, a dalszöveget a Girls Aloud tagjaként szerzett negatív tapasztalatok ihlették. Az együtteshez egy reality sorozat után csatlakozott, viszont rövidesen negatív kritikákat is szerzett megjelenése miatt. Habár nyugodt természetű volt az énekesnő, az internetes oldalak, a média, és olyan hírességek, mint Lily Allen és Chris Moyles kihozták a sodrából. Évekkel később megtalálta a módját, hogyan küzdjön a negatív vélemények ellen, megváltoztatta imidzsét, és elkezdett dolgozni debütáló albumán.
A dal szövege problémáit részletezi, többek között kiskorú alkoholfogyasztásáról is szól. Zeneileg a szám egy pop stílusú ballada. A kritikusoktól pozitív visszajelzések érkeztek a felvétel felé, többek között az őszinte szöveget dicsérték.
Egy videó - mely a dalszöveget is tartalmazza - Roberts Twitter fiókján debütált. Nicola a Sticks + Stones akusztikus változatát is előadta, mely szintén felkerült YouTube csatornájára. Roberts a brit tévéműsor, a BBC Breakfast vendége volt, ahol a felvételről beszélt. Szerinte a dalszövege többek között a zaklatások ellen szól.

## Írás és inspiráció

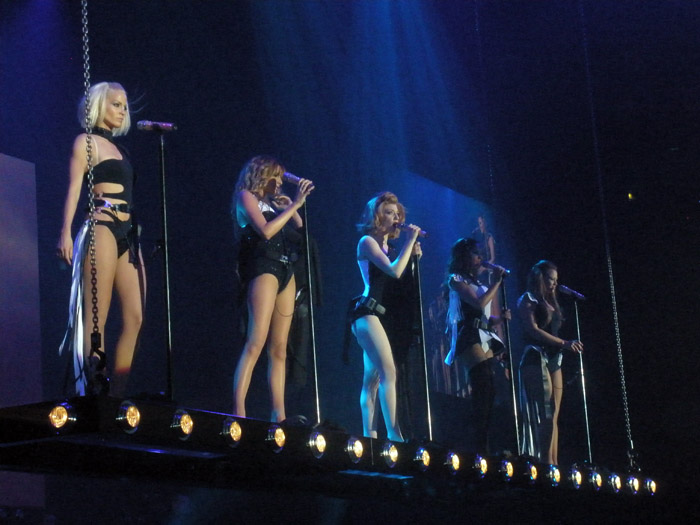
A dalszöveget a Girls Aloud tagjaként szerzett negatív tapasztalatok ihlették.

Egy reality sorozat után csatlakozott a Girls Aloudhoz, viszont rövidesen negatív kritikákat is szerzett megjelenése miatt. Miután évekig csúnyának titulálták, olyan hírességek támadásainak is áldozata lett, mint Chris Moyles lemezlovas és Lily Allen énekesnő. Ez szellemi erejére is negatívan hatott, végül csak az alkoholfogyasztásban lelt örömet.
„Az emberek úgy gondolják, hogy sértő dolgokat írhatnak rólam névtelenül az interneten - mint ahogy velem is tették - ellenvádtól való félelem nélkül”, mondta Roberts, öt évvel a zaklatások után, mikor már „jobb környezet”-ben találta magát. A kritikusok is pozitívan írtak az énekesnőről, így például Clemmie Moodie a Daily Mirrortól: „25 éves, és sugárzik az önbizalomtól, és divatsikereinek sorozatai miatt csak úgy virágzik.” Roberts dala ezekre az időkre reagál, egy nem elpuhult számot akart írni.

## Fordítás
- Ez a szócikk részben vagy egészben  a   Sticks + Stones (Nicola Roberts song) című angol Wikipédia-szócikk fordításán alapul.  Az eredeti cikk szerkesztőit annak laptörténete sorolja fel. Ez a jelzés csupán a megfogalmazás eredetét és a szerzői jogokat jelzi, nem szolgál a cikkben szereplő információk forrásmegjelöléseként.